# Alv Gjestvang
Alv Gjestvang (n. 13 septembrie 1937, Comuna Østre Toten, Oppland, Norvegia – d. 26 noiembrie 2016, Comuna Lillehammer, Oppland, Norvegia) a fost un patinator de viteză ce a reprezentat Norvegia, medaliat olimpic. A participat la 3 ediții ale Jocurilor Olimpice (1956, 1960, 1964) în care a câștigat o medalie de argint și o medalie de bronz.